# Massaker von Leše
Das Massaker von Leše (deutsch: Liescha) fand kurz nach der bedingungslosen Kapitulation der Wehrmacht um den 18. bis 22. Mai 1945 in der Gemeinde Prevalje nächst der österreichisch-slowenischen Grenze statt. Es wurden wahrscheinlich rund 700 Frauen und Männer österreichischer, kroatischer und slowenischer Herkunft getötet.

## Die Massengräber von Leše
Die Getöteten wurden auf dem Gelände eines ehemaligen Kohlenbergwerks mit vielen Dolinen südlich der örtlichen St. Annenkirche in Massengräbern abgelegt.
- Das Massengrab von Leše 1 (slowenisch: Grobišče Leše 1) – auch bekannt als Massengrab im Veržuner Wald (Grobišče Veržunov gozd), Janž-Höhlen-Massengrab (Grobišče Janževa jama) und Gustav-Minen-Massengrab (Grobišče rudnik Gustav) – befindet sich 550 Meter südlich der St.-Anna-Kirche.[5]
- Das Massengrab Leše 2 (Grobišče Leše 2) ist auch als Massengrab im Wald von Veržun (Grobišče Veržunov gozd) bekannt. Es befindet sich 680 Meter südlich der St.-Anna-Kirche.[6]

Bis zum Jahr 2010 war man von etwa einhundert Opfern ausgegangen. Im Rahmen einer erneuten Untersuchung durch slowenische Behörden wurde ein weiteres Massengrab entdeckt. Diese Ermittlungen kamen zum Schluss, dass es sich um etwa 700 Getötete handelte. Nach den vor dieser Untersuchung geprüften Zeugenaussagen und Unterlagen handelt es sich vermutlich um Opfer, die vom 4. Bataillon der 3. Brigade des VDV (Vojska državne varnosti/Staatssicherheitsarmee) bei Kriegsende im Raum Bleiberg festgenommen wurden. Diese Menschen wurden dann nach Ravne und Prevalje und von dort nach Leše transportiert, wo sie von einem Tötungskommando getötet wurden.

## Totengedenken
In der Nähe des Massengrabes wurde von Hinterbliebenen der Kärntner Verschleppten 1990 ein Gedenkkreuz errichtet. Seit dem gleichen Jahr finden auch Gedenkfeiern vor Ort statt. 2009 nahm erstmals ein Vertreter der Kärntner Slowenen teil.